# Марко Енгелхарт
Марко Енгелхарт (на немски: Marco Engelhardt, роден на 2 декември 1980 в Бад Лангензалца) е германски футболист, играещ в отбора от Втора Бундеслига Карлсруе.

## Кариера
Марко Енгелхарт започва да тренира футбол в отбора на Пройсен Бад Лангензалца, преди да отиде в юношеската формация на Рот-Вайс Ерфурт през 1994 г. В столицата на Тюрингия той бива привлечен в първия отбор на „червено-белите“ и играе в третодивизионната регионална лига през 1999 г., а силните му игри го правят основен играч на клуба. През 2001 г., заедно със своя приятел Клеменс Фритц, Енгелхард напуска Рот-Вайс Ерфурт в посока Карлсруе. В Баден двамата отново се превръщат в ключови играчи за успехите на отбора.
Когато Фриц е привлечен в Байер Леверкузен през 2004 г., Марко Енгелхард също сменя клубната си принадлежност. Новият му отбор е първодивизионният Кайзерслаутерн, където халфът изиграва най-силните мачове в досегашната си кариера. Футболистът показва постоянство в отличните си представяния и бързо се утвърждава в титулярния състав на „червените дяволи“. След само 14 срещи в Първа Бундеслига, Марко Енгелхард получава повиквателна за националния отбор от селекционера Юрген Клинсман. Дебютът му за „бундестима“ е на 16 декември 2004 г. при победата с 3:0 в гостуването срещу Япония.
В последвалия сезон на Първа Бундеслига 2005/06 дефанзивният полузащитник е избран за капитан на Кайзерслаутерн. За негово нещастие обаче отборът се представя слабо и попада в борба за оцеляване в групата. Криза се забелязва и в представянията на самия Енгелхарт, който след освобождаването на Михаел Хенке е поставян на позицията ляв външен защитник от новия наставник Волфганг Волф. В края на сезона Кайзерслаутерн изпада злощастно, а Енгелхард решава да напусне Пфалц. Новият му отбор е Нюрнберг, но той така и не успява да дебютира за „франките“ поради получена тежка контузия в последния си мач за Кайзерслаутерн. Едва на 3 март 2007 г. той успява да изиграе първата си среща за баварския клуб срещу Арминия Билефелд, когато вкарва и гол. Отново играе добре и си осигурява титулярно място с лявата полузащита на отбора, воден от Ханс Майер. През същата кампания Нюрнберг печели Купата на Германия, а Енгелхард вкарва по един гол в полуфинала и финала на турнира.
След трудно начало на сезона 2007/08 Марко Енгелхарт е изпратен във втория отбор на Нюрнберг за три срещи поради слабата си физическа форма. В края на кампанията той се завръща в титулярния състав на клуба, за да помогне в борбата за оставане в Първа Бундеслига, в която Нюрнберг попада. Въпреки усилията на футболистите изпадането става факт, а в последвалия втородивизионен сезон играчът е резерва – изиграва едва 12 мача, от които само 2 срещи са за цели 90 минути.
През зимната пауза на сезон 2008/09 Енгелхарт се завръща в Карлсруе, където подписва договор до лятото на 2012 г.

## Титли / Успехи
- Купа на Германия през 2007 г. с Нюрнберг